# Murare

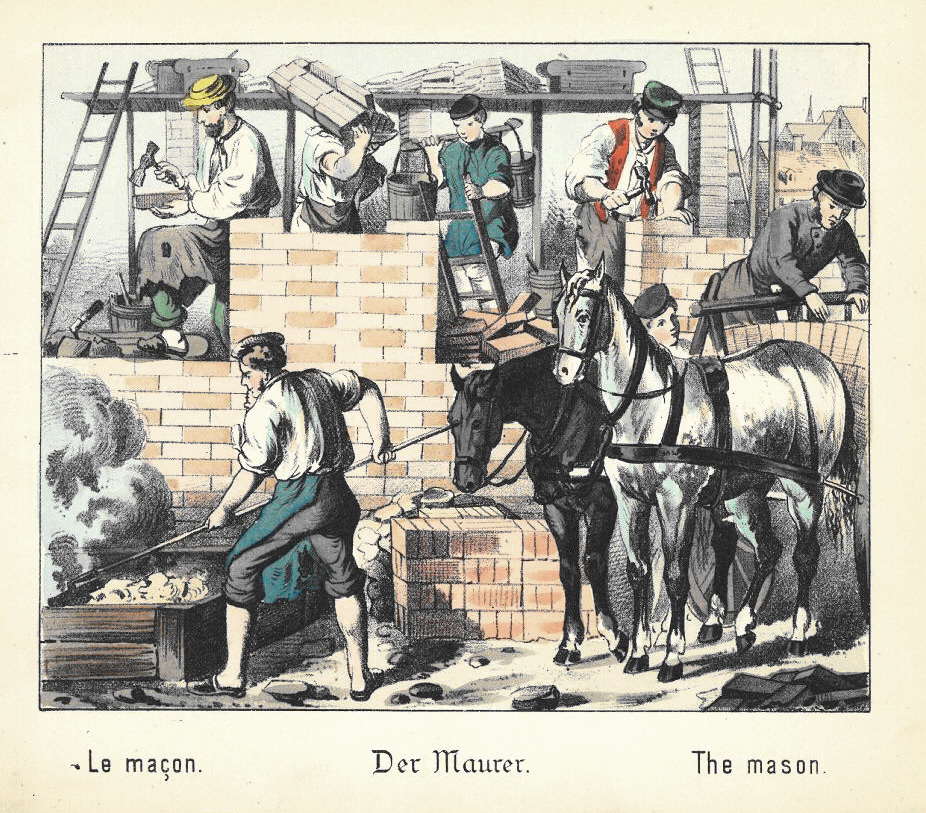
Murare, teckning från 1880

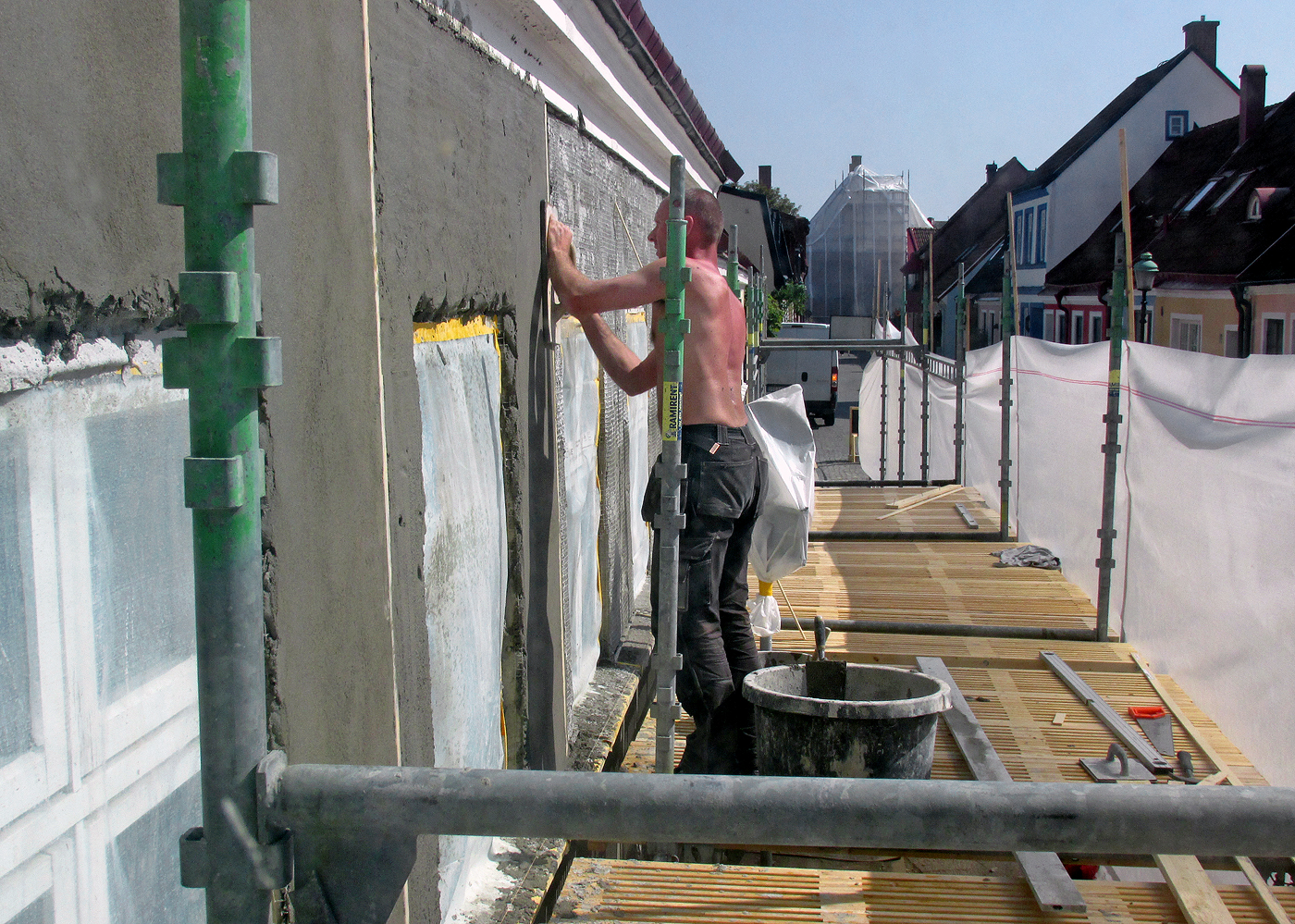
En murare putsar en vägg på en fastighet i Ystad.

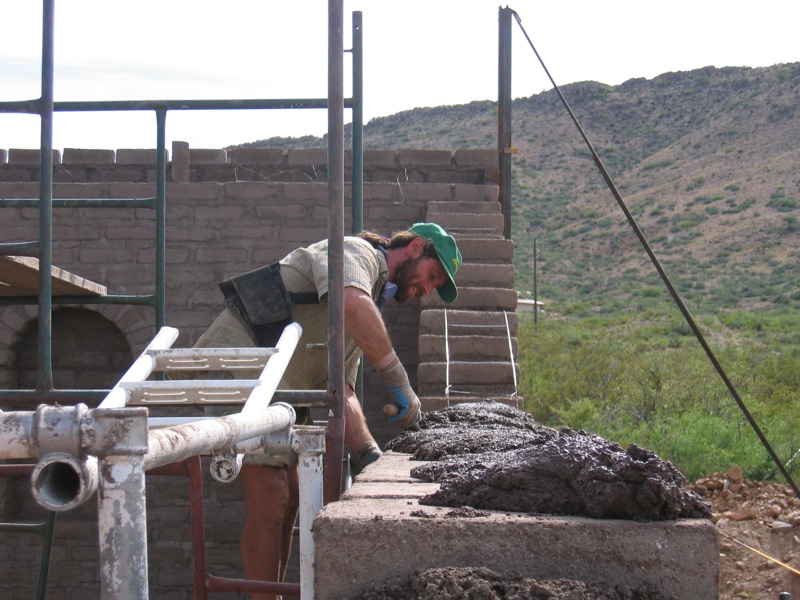
Murare i arbete.

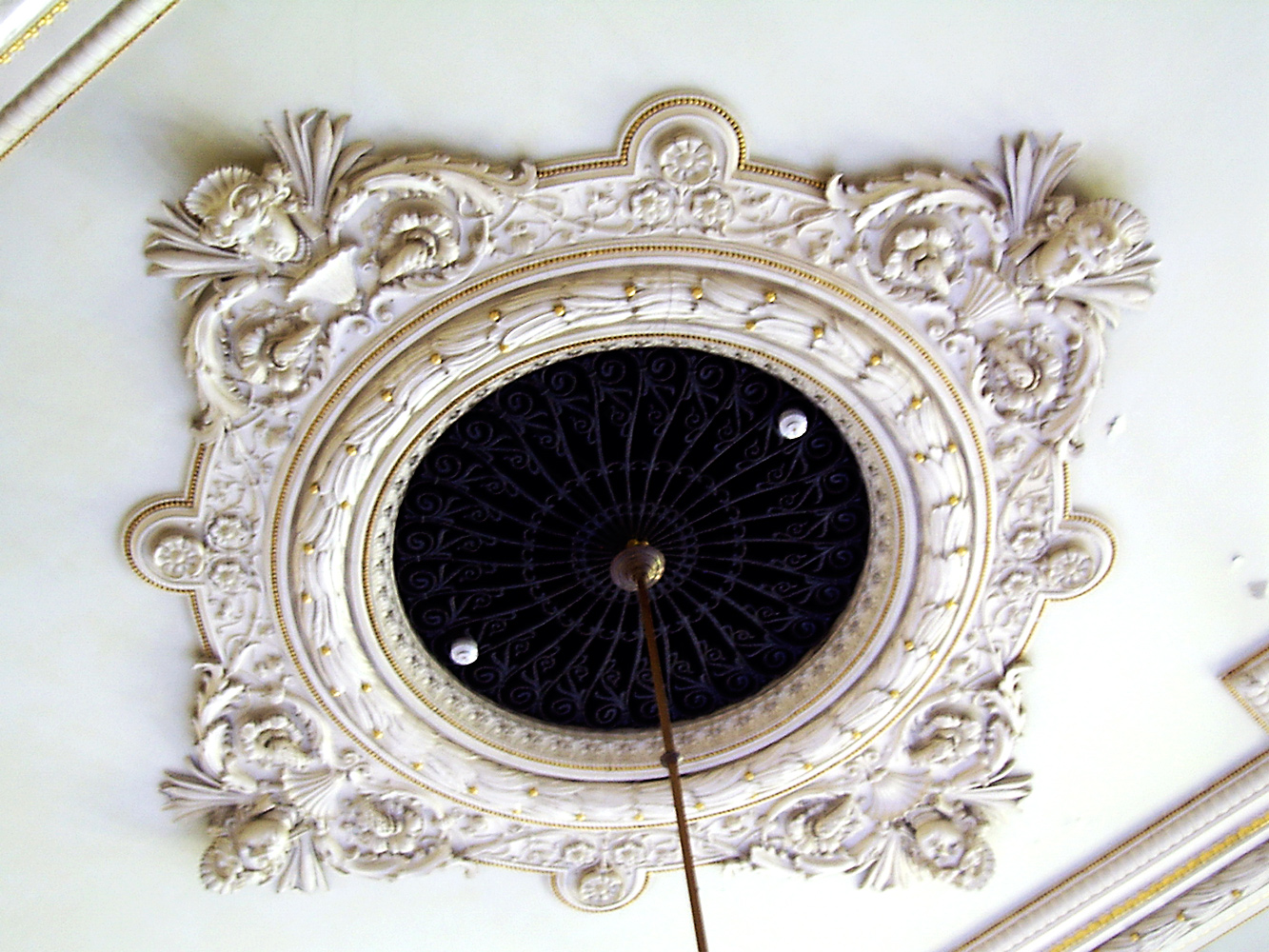
Stuckatur

Murare är ett yrke i byggbranschen. Murare murar murförband vid uppförande av byggnader med fasader av tegel. Murare uppför även skorstenar samt monterar eldstäder som till exempel kakelugnar. Det finns också murare som gör inredningsjobb, till exempel väggar av tegel eller puts, stuckatur, utsmyckningar av gips, exempelvis dekorativa taklister och takrosetter. En plattsättare är oftast en murare eller har genomgått murarens grundutbildning.
Utbildning till murare finns på gymnasiets Bygg- och anläggningsprogram, inriktning husbyggnad. Efter utbildningen anställs man vanligen som lärling i ett företag under ca 2,5 år, då man får lärlingslön från företaget. Därefter gör man ett yrkesteoretiskt prov, och när det blivit godkänt får man sitt yrkesbevis. Alternativt kan man gå hela utbildningen genom företagsförlagd utbildning, dvs. anställning som lärling i ett företag. Man läser då in den teoretiska delen av utbildningen genom ett distansstudiepaket via Byggnadsindustrins Yrkesnämnd.

## Kända murare
- Martin Andersen Nexø, författare
- Frank Baude, kommunistisk ordförande
- Victor Dorph, arkitekt
- Anders Höög, arkitekt
- Peter Fechter, östtysk republikflykting
- Jacques Cathelineau, fransk militär
- Lars Werner, partiledare Vänsterpartiet
- Raimond Bengtsson, författare